# Silfoscoper
Silfoscoper são ligas de Cu (Cobre), P (Fósforo) e Ag (Prata). São também conhecidas por várias variantes de nomes, como Silphoscopper ou Silfoscopper.
Nas várias ligas, a proporção de P varia aproximadamente entre 5% e 8%, enquanto que a de prata pode variar entre 2% e 15%, sendo o restante de cobre.
Não são indicadas para soldagem de metais ferrosos (Ferro, aços) e nem de Níquel, mas sim para metais cuprosos .(Cobre, bronzes, latões), e também de Ag (Prata). Comercialmente são disponíveis normalmente sob forma de varetas.
Suas aplicações são basicamente as mesmas das ligas Foscoper, mas tem melhores propriedades mecânicas do que estas em algumas aplicações. São também utilizadas nas tubulações em refrigeração e ar condicionado, instalações elétricas (soldagem de conectores e terminais) e hidráulicas (soldagem de tubulações de Cobre).